# 史俊 (成化甲辰進士)
史俊（？—？），順天府蓟州人，民籍，明朝政治人物。

## 生平
成化十三年（1477年）丁酉科順天府鄉試舉人。成化二十年（1484年）甲辰科登第三甲第102名進士。歷吳縣知縣，松江府同知，有惠政，民啣其德，為去立思碑。陞常州知府，正德五年十一月遷陕西按察司副使，六年正月考察閑住。